# Harjosari Kidul
Harjosari Kidul is een bestuurslaag in het regentschap Tegal van de provincie Midden-Java, Indonesië. Harjosari Kidul telt 8566 inwoners (volkstelling 2010).